# Тронь Василь Гнатович
Василь Гнатович Тронь (1925, село Веркіївка, тепер Вертіївка Ніжинського району Чернігівської області — ?) — український радянський діяч, голова колгоспу імені ХХІІ з'їзду КПРС села Бишів Радехівського району Львівської області. Герой Соціалістичної Праці (8.04.1971). Депутат Львівської обласної ради народних депутатів 13—15-го скликань (у 1971—1977 роках).

## Біографія
Народився в селянській родині.
З 1943 року — в Радянській армії, учасник німецько-радянської війни. Служив стрільцем 4-ї стрілецької роти 1083-го стрілецького полку 312-ї стрілецької дивізії 91-го стрілецького корпусу 2-го Прибалтійського і 1-го Білоруського фронтів.
Член КПРС.
З кінця 1950-х років — голова колгоспу імені ХХІІ з'їзду КПРС села Бишів Радехівського району Львівської області.
Указом Президії Верховної Ради СРСР від 8 квітня 1971 року за видатні успіхи, досягнуті в розвитку сільськогосподарського виробництва та виконанні п'ятирічного плану продажу державі продуктів землеробства і тваринництва, Василю Гнатовичу Троню присвоєно звання Героя Соціалістичної Праці з врученням ордена Леніна і золотої медалі «Серп і Молот».
Потім — на пенсії.

## Нагороди
- Герой Соціалістичної Праці (8.04.1971)
- орден Леніна (8.04.1971)
- орден Трудового Червоного Прапора (22.03.1966)
- орден Вітчизняної війни І ст. (6.04.1985)
- орден Слави ІІІ ст. (20.08.1944)
- медаль «За доблесну працю. В ознаменування 100-річчя з дня народження Володимира Ілліча Леніна» (1970)
- медалі